# Iwan I Kalita
Iwan I Kalita (ur. ok. 1288, zm. 31 marca 1340 w Moskwie) – również Iwan Daniłowicz, władca ruski, od 1325 książę moskiewski, syn Daniela, pierwszego księcia Moskwy, wnuk Aleksandra Newskiego z dynastii Rurykowiczów.

## Życiorys
Jako panujący we Włodzimierzu nad Klaźmą uzyskał od Tatarów, zgodę na przyjęcie tytułu wielkiego księcia (jarłyk 1328 od Ozbega) i prawo zbierania podatków z całej Rusi (stąd przydomek Kalita znaczący sakiewka). W zamian za tytuł ten Iwan poprowadził 50 tys. wojowników mongolskich oraz ruskich przeciwko zbuntowanemu Twerowi. W ten sposób ośrodek władzy Rusi został przeniesiony z Włodzimierza do Moskwy. Sprawując rządy w Moskwie (od śmierci brata – Jerzego) Iwan szybko zdobył sobie reputację pracowitego, spokojnego i łaskawego władcy. Kontynuował on politykę swego poprzednika zmierzającą do powiększania moskiewskich posiadłości książęcych, jednak uczynił to w niespotykany dotąd sposób. Pożyczał pieniądze innym książętom, żądając w zamian zabezpieczenia na miastach i wsiach, niewypłacalnym dłużnikom odmawiał prolongowania długu i przyłączał te terytoria do księstwa moskiewskiego.
Moskwa stała się siedzibą metropolity Cerkwi prawosławnej w 1326 roku. Iwan otoczył stolicę dębową palisadą, tworząc fortecę zwaną Kremlem. Ufundował także kamienny sobór Zaśnięcia Matki Bożej. Skupowanie ziemi, budowa cerkwi, soboru oraz fortyfikacji wymagała gromadzenia funduszy (stąd jego przydomek „Kalita” – sakiewka), w tym celu wykorzystywał część z danin, jakie zbierał dla Tatarów jako wielki książę.
W 1335 roku Nowogród Wielki uznał władzę wielkiego księcia Iwana. W 1336 roku Aleksander, były wielki książę, który zbiegł na Litwę do księcia Giedymina, na audiencji w Seraju uzyskał od chana Ozbega przebaczenie i przywrócenie tytułu wielkiego księcia Tweru. Zaniepokojony tym Iwan pospieszył do Złotej Ordy i przy pomocy ogromnych łapówek przekonał chana Uzbeka do odwołania Aleksandra do Seraju, gdzie książę Tweru został w 1339 roku zamordowany.
Dzieci:
- Siemion Dumny
- Iwan II Piękny
- Daniel, u. 11 grudnia 1319[2]